# Electric Dirt
Electric Dirt es el sexto álbum de estudio del músico estadounidense Levon Helm, publicado por Dirt Farmer Music en 2007.
Publicado dos años después de su primer álbum de estudio en 20 años, Electric Dirt sigue la línea de Dirt Farmer combinando canciones tradicionales con versiones de canciones más recientes como "Tennessee Jed", de los Grateful Dead, y nuevas composiciones como "When I Go Away". Ganó el Grammy al mejor álbum de americana, una categoría inaugural en 2010, y fue situado en el puesto 80 de los 150 mejores álbumes entre 2000 y 2009 por la revista Uncut. 

## Lista de canciones
1. "Tennessee Jed" (Jerry Garcia, Robert Hunter) – 5:58
2. "Move Along Train" (Roebuck Staples) – 3:22
3. "Growing Trade" (Levon Helm, Larry Campbell) – 4:22
4. "Golden Bird" (Happy Traum) – 5:11
5. "Stuff You Gotta Watch" (Muddy Waters) – 3:38
6. "White Dove" (Carter Stanley) – 3:29
7. "Kingfish" (Randy Newman) – 4:24
8. "You Can’t Lose What You Ain’t Never Had" (Muddy Waters) – 4:01
9. "When I Go Away" (Larry Campbell) – 4:32
10. "Heaven’s Pearls" (Anthony Leone, Byron Isaacs, Fiona McBain, Amy Helm, Glenn Patscha) – 4:09
11. "I Wish I Knew How It Would Feel to Be Free" (Richard Carroll Lamp, Willy E. Taylor) – 3:25
12. "That's Alright" – 4:5